# Miguel Ponce (meksykański piłkarz)
Miguel Ángel Ponce Briseño (ur. 12 kwietnia 1989 w Sacramento) – meksykański piłkarz z obywatelstwem amerykańskim występujący na pozycji lewego obrońcy, reprezentant Meksyku.

## Kariera klubowa
Ponce, syn meksykańskich imigrantów, urodził się w amerykańskim mieście Sacramento, jednak jeszcze przez ukończeniem pierwszego roku życia przeniósł się do Meksyku, do Guadalajary. Jako dziesięciolatek wraz z rodzicami przeprowadził się do Tijuany, ze względu na pracę swojego ojca, który pracował przy budowie mostów w Kalifornii. W wieku piętnastu lat na jednym z turniejów piłkarskich został zauważony przez wysłanników klubu Chivas de Guadalajara i zaraz potem dołączył do akademii juniorskiej tego zespołu. Do pierwszej drużyny został włączony jako dwudziestolatek przez szkoleniowca José Luisa Reala i w meksykańskiej Primera División zadebiutował 24 kwietnia 2010 w zremisowanym 1:1 spotkaniu z Cruz Azul. Od razu został podstawowym zawodnikiem drużyny, jeszcze w tym samym roku docierając z nią do finału najbardziej prestiżowych rozgrywek południowoamerykańskiego kontynentu – Copa Libertadores. Premierową bramkę w najwyższej klasie rozgrywkowej zdobył 26 września 2010 w zremisowanej 1:1 konfrontacji z Tigres UANL.
Wiosną 2014 Ponce został wypożyczony do ekipy Deportivo Toluca, gdzie od razu wywalczył sobie miejsce w wyjściowej jedenastce i w tym samym roku dotarł z nią do finału Ligi Mistrzów CONCACAF. Ogółem w barwach tego zespołu spędził rok, będąc jednym z najlepszych bocznych obrońców w lidze meksykańskiej, po czym powrócił do Chivas. W wiosennym sezonie Clausura 2015 jako podstawowy zawodnik dotarł do finału pucharu Meksyku – Copa MX, zaś pół roku później, w jesiennym sezonie Apertura 2015, wygrał wraz z Chivas te rozgrywki. W międzyczasie stracił jednak pewną pozycję na lewej obronie na rzecz Edwina Hernándeza. W 2016 roku triumfował z ekipą prowadzoną przez Matíasa Almeydę w superpucharze Meksyku – Supercopa MX.
| Sezon     | Klub                  | Kraj   | Rozgrywki | Mecze | Bramki |
| --------- | --------------------- | ------ | --------- | ----- | ------ |
| 2009/2010 | Chivas de Guadalajara | Meksyk | Liga MX   | 3     | 0      |
| 2010/2011 | Chivas de Guadalajara | Meksyk | Liga MX   | 30    | 2      |
| 2011/2012 | Chivas de Guadalajara | Meksyk | Liga MX   | 24    | 0      |
| 2012/2013 | Chivas de Guadalajara | Meksyk | Liga MX   | 29    | 0      |
| 2013/2014 | Chivas de Guadalajara | Meksyk | Liga MX   | 9     | 0      |
| 2013/2014 | Deportivo Toluca      | Meksyk | Liga MX   | 16    | 2      |
| 2014/2015 | Deportivo Toluca      | Meksyk | Liga MX   | 20    | 1      |
| 2014/2015 | Chivas de Guadalajara | Meksyk | Liga MX   | 17    | 0      |
| 2015/2016 | Chivas de Guadalajara | Meksyk | Liga MX   | 14    | 0      |
| 2016/2017 | Chivas de Guadalajara | Meksyk | Liga MX   |       |        |

## Kariera reprezentacyjna
W październiku 2011 Ponce został powołany przez szkoleniowca Luisa Fernando Tenę do reprezentacji Meksyku U-23 na Igrzyska Panamerykańskie w Guadalajarze. Tam był podstawowym zawodnikiem swojej drużyny i rozegrał cztery z pięciu możliwych spotkań, zdobywając bramkę w konfrontacji fazy grupowej z Urugwajem (5:2), zaś jego kadra, pełniąca wówczas rolę gospodarzy, zdobyła ostatecznie złoty medal na męskim turnieju piłkarskim, pokonując w finale Argentynę (1:0). W 2012 roku znalazł się w składzie na północnoamerykański turniej eliminacyjny do Igrzysk Olimpijskich w Londynie, podczas którego wystąpił we wszystkich pięciu meczach i dwukrotnie wpisał się na listę strzelców – w półfinale z Kanadą (3:1) i finale z Hondurasem (2:1), po którym meksykańska drużyna zwyciężyła w tych rozgrywkach. W tym samym roku wziął udział w prestiżowym towarzyskim Turnieju w Tulonie, gdzie rozegrał dwa spotkania, zaś meksykańska drużyna triumfowała w rozgrywkach po pokonaniu w finale Turcji (3:0). Kilka tygodni później został powołany przez Tenę na Igrzyska Olimpijskie w Londynie. Tam był jednym z ważniejszych graczy kadry, rozgrywając pięć z sześciu możliwych meczów, z czego dwa w wyjściowym składzie, natomiast Meksykanie zdobyli wówczas jedyny złoty medal dla swojego kraju na tej olimpiadzie po finałowym zwycięstwie nad faworyzowaną Brazylią (2:1).
W 2011 roku Ponce znalazł się w ogłoszonym przez Luisa Fernando Tenę składzie rezerwowej reprezentacji Meksyku, złożonej głównie z graczy z rocznika '89, która pod szyldem dorosłej kadry wzięła udział w Copa América. Właśnie podczas tych rozgrywek zadebiutował w seniorskiej kadrze, 8 lipca 2011 w przegranym 0:1 spotkaniu fazy grupowej z Peru. Ogółem wystąpił wówczas w dwóch z trzech meczów, będąc rezerwowym obrońcą zespołu, a jego drużyna zanotowała na argentyńskich boiskach komplet porażek i odpadła z turnieju już w fazie grupowej. Dwa lata później został powołany przez selekcjonera José Manuela de la Torre na Złoty Puchar CONCACAF, gdzie również pełnił rolę rezerwowego, rozgrywając dwa z pięciu możliwych spotkań, a 14 lipca 2013 w wygranym 3:1 meczu fazy grupowej z Martyniką strzelił swojego premierowego gola w kadrze narodowej. Meksykanie, grający wówczas w rezerwowym składzie złożonym z graczy występujących w krajowej lidze, zakończyli wówczas swój udział w rozgrywkach na półfinale, przegrywając w nim z Panamą (1:2).
W 2014 roku Ponce został powołany przez selekcjonera Miguela Herrerę na Mistrzostwa Świata w Brazylii, w miejsce kontuzjowanego Juana Carlosa Mediny. Tam był jednak wyłącznie alternatywą dla Miguela Layúna i ani razu nie pojawił się na boisku, zaś jego kadra zakończyła swój udział w mundialu na 1/8 finału po porażce z Holandią (1:2).